# 기산도
기산도(奇山度, 1878년∼1928년)는 일제강점기 때 독립운동가이다. 전라도 장성 출신이며, 본관은 행주(幸州)이다. 호가 의재(毅齋)이다. 1963년 건국훈장 독립장이 추서되었다.

## 생애
전라도 장성 아곡리(阿谷里) 탁곡(卓谷)에서 태어났다. 아버지는 재(宰)이며, 의병장 (省齋) 기삼연(奇參衍)의 재종손(再從孫)으로, 의병장 녹천(鹿川) 고광순(高光洵)의 사위이다. 일찍이 기독교계 학교에서 교사로 재직하였다.
1904년 기기, 박관호 등을 규합하여 의병을 일으켜 장성 광주간 못재 고개에서 일병과 싸워 일병 수명을 죽였다.
1905년 을사조약이 강제 체결되자 조선을 식민지화하려는 주구를 살해하여 식민지화를 저지하고자 박종섭(朴宗燮)·박경하(朴敬夏)·안한주·이종대(李鍾大) 등과 저격무기를 구입하고 '자강회'라는 결사대를 조직하였다.
1906년 이상철 등과 함께 을사5적의 하나인 군부대신 이근택(李根澤)의 후실로 침입하여 이근택을 칼로 여러 번 찔러 처단을 시도하였으나, 이근택의 머슴과 경위원 순검 등에 들켜 뜻을 이루지 못하고 도망갔다가, 박종섭·박경하·안한주·이종대와 함께 붙잡혀 모진 고문과 악형을 받았다.
2년 반의 징역형을 살고 출옥한 뒤 그는 고향 전남 장성으로 돌아와 재종조부인 의병장 기삼연의 뒤를 이어 의병투쟁에 뛰어들었다. 유생에서 계몽운동으로, 의열 투쟁에서 다시 의병 항쟁으로 방향을 전환한 것이다.
1916년에 일본 헌병 감시자를 따돌리고, 전남 고흥군 도화면 당오리에 있는 친척 기하요(奇夏堯)씨를 찾아가 은거하면서, 낮에는 머슴살이를 하고 밤에는 사랑방에 서당을 열어 인재 양성에 힘쓰며 이들에게 독립정신을 고취시켰다.
이후에도 민족독립과 조국광복의 의지를 굽히지 않고 1919년 3·1운동 뒤 상해임시정부가 수립되자 전라남북도의무금요구특별위원으로 선임돼 호남일대에서 군자금 모금 활동을 활발하게 전개했다.
1920년 제자 박길용의 누이 박순임과 재혼한 뒤, 숨어 지내다가 일본 헌병에게 발각 체포되어 옷에서 기밀문서(연판장)가 나와 고흥 경찰서로 압송되어 광주지방법원에서 징역 3년형을 언도 받고 옥고를 치렀다.
옥고를 치른 뒤 출감하여 1925년 고흥 당오리에서 장흥으로 피신한 처 박순임의 도움으로 반신불수가 된 몸을 추스르며 떠돌이로 살다가, 1928년 12월 4일 51세로 운명하면서 『유리개걸지사 기산도지묘(流離丐乞之士 奇山度之墓)』란 나무 비 하나만 세워달라는 유언을 남기고 숨을 거두었다.

## 약력
- 1905년 결사대를 조직
- 1906년 을사5적 이근택 처단 시도
- 1920년 군자금을 모집하여 대한민국임시정부 지원

## 어록
너희 5적을 죽이려는 것이 어찌 나 한사람뿐이겠느냐. 단지 나는 너를 죽이려던 것이 서툴러 탄로나게 된 것만이 한스럽다. 5적을 모두 죽이려고 시일을 지연시켜 오늘에 이르렀다. 성공하고 실패하는 것은 오로지 하늘에 달렸으니 어찌 묻느냐. 너 역적이 오늘 나를 쾌히 죽이겠구나!— 이근택 저격 의거 당시 선생의 말씀(1906. 2)

## 상훈과 추모1963년 건국훈장 독립장이 추서됨
- 1967년 동작동 국립묘지 애국지사 묘역에 부인(고광순 딸)과 쌍분으로 모셔짐
- 1994년 "의재 기산도 의사 추모비" 건립
  - 건립일: 1994년 12월 2일
  - 소재지: 전남 고흥군 도화면 당오리 산 44-2
  - 비문: 유리개걸지사 기산도지묘(流離丐乞之士 奇山度之墓:떠돌이 거지지사 기산도의 묘)